# Кель-ам-Зее
Кель-ам-Зее (нім. Kell am See) — громада в Німеччині, розташована в землі Рейнланд-Пфальц. Входить до складу району Трір-Саарбург. Центр об'єднання громад Кель-ам-Зее.
Площа — 28,26 км2. Населення становить 1978 ос. (станом на 31 грудня 2020).